# أرفاي لوي جونيور
أرفاي لوي جونيور (بالإنجليزية: Arvie Lowe, Jr.)‏ هو ممثل أمريكي، ولد في 3 فبراير 1978 بلوس أنجلوس في الولايات المتحدة.

## أعمال

### أفلام
- (1992) نيوزيس

## وصلات خارجية
- أرفاي لوي جونيور على موقع IMDb (الإنجليزية)
- أرفاي لوي جونيور على موقع ميوزك برينز (الإنجليزية)
- أرفاي لوي جونيور على موقع قاعدة بيانات الفيلم (الإنجليزية)